# (7523) 1991 PF18
(7523) 1991 PF18 es un asteroide perteneciente al cinturón de asteroides, región del sistema solar que se encuentra entre las órbitas de Marte y Júpiter, descubierto el 8 de agosto de 1991 por Henry E. Holt desde el Observatorio del Monte Palomar, Estados Unidos.

## Designación y nombre
Designado provisionalmente como 1991 PF18. 

## Características orbitales
1991 PF18 está situado a una distancia media del Sol de 2,554 ua, pudiendo alejarse hasta 2,886 ua y acercarse hasta 2,223 ua. Su excentricidad es 0,130 y la inclinación orbital 3,792 grados. Emplea 1491,19 días en completar una órbita alrededor del Sol.

## Características físicas
La magnitud absoluta de 1991 PF18 es 13,73. Tiene 5,599 km de diámetro y su albedo se estima en 0,270. 